# كارلوس غاليندو
كارلوس غاليندو هو لاعب كرة قدم مكسيكي، ولد في 7 أبريل 2000 في غوادالاخارا في المكسيك.